# Dilophotes holzschuhi
Dilophotes holzschuhi là một loài bọ cánh cứng trong họ Lycidae. Loài này được Vlastislav miêu tả khoa học năm 2002.